# Xander Michiel Beute
Xander Michiel Beute (Gouda, 9 juni 1975) is een Nederlandse auteur die in 1999 debuteerde met een op eigen ervaring gebaseerd verhaal: Nachtvoorstelling.
Nachtvoorstelling werd door lezers geprezen, en Beute kreeg veel media-aandacht. Hij werd uitgenodigd voor vele radio- en tv-programma's, zoals Laat de Leeuw, Ontbijt TV en Jong.
Nachtvoorstelling is gebaseerd op een gebeurtenis uit de jeugd van Beute. Beute was 17 jaar oud, toen hij na een avond stappen in Gouda publiekelijk in elkaar geslagen werd door een groep dronken mannen.
In 2000 interviewde Beute samen met zijn uitgever Geurt van de Kerk mensen voor de bundel Mensen Gevraagd! over zinloos geweld. Mensen Gevraagd! maakte het thema zinloos geweld leesbaar door de intensieve gesprekken die Beute met slachtoffers en nabestaanden had.
De periode daarna gaf Beute workshops, schreef aan zijn tweede roman en las voor op voorleesavonden. Ook studeerde hij aan de Hogeschool Utrecht (lerarenopleiding Nederlands).
Zijn tweede roman, Hinkelen met God, verscheen in 2001. Dit keer was het boek gerealiseerde fictie. De presentatie van het boek werd in Café Hofman (Utrecht) verzorgd door Paul de Leeuw.
Onder andere de de Volkskrant, Trouw en het Utrechts Nieuwsblad besteedden aandacht aan het boek.
In 2002 studeerde Beute af aan de hogeschool en verhuisde hij naar Den Haag, om daar te gaan werken als leraar Nederlands. Hij werkt momenteel op het Christelijk Gymnasium Sorghvliet. Ook was hij tot 2007 columnist voor U-Blad (Universiteit Utrecht), had hij een column in Trouw en schreef hij verhalen in Tzum, Passionate en Lava.
Beute is getrouwd en heeft drie kinderen.